# هولغر كرافورد
وُلد ألف إريك هولجر لوندكويست (بالإنجليزية: Alf Erik Holger Lundquist)‏ في عام 1908 في ستوكهولم، السويد. كان زواج والديه قصير الأجل، ونشأ طفلهما الوحيد، هولغر، مع أمه حنا، التي أتت من مزرعة صغيرة في قرية Ödestugu في مقاطعة سمولاند ثم افتتحت لاحقاً محلاً للبقالة في المدينة. نشأ هولغر في منزل محبوب، على الرغم من أن معظم ظروفه المادية لم تكون مريحة.
بذلت والدته جهداً كبيراً في إدارة أعمال البقالة، وكانت مصممة بشدة على مساعدة ابنها في الحصول على تعليم جيد. بعد حصوله على شهادته المدرسية من مدرسة أوسترا ريال الثانوية عام 1927، التحق هولغر بمدرسة ستوكهولم للاقتصاد. كانت الأعمال والاقتصاد جزءاً من حياة الشاب منذ طفولته المبكرة.
أثناء دراسته في كلية ستوكهولم للاقتصاد، اكتشف الصناعي روبن راوزنج موهبة هولغر. في عام 1930، عندما بلغ هولغر سن الثانية والعشرين وُصِف بأنه أفضل طالب في المدرسة، فاُستُأجر من قبل شركة التغليف، آكرلوند وراوزنج. وبذلك أصبح من سكان مدينة لوند وظل كذلك لبقية حياته. في عام 1935، تزوج هولغر من آنا غريتا لوفدال من هلسينغبورغ وأنجبا ثلاث بنات: بيرجيتا، كاتارينا ومارغريتا.
أسس هولغر شركة غامبرو جنباً إلى جنب مع نيلز ألوول، وهي شركة تقوم بتسويق أبحاث ألوول حول الكلية الاصطناعية. تبرع هولغر بالأموال الأولية لإنشاء جائزة كرافورد للبحوث العلمية.
في نهاية حياته، عانى هولغر كرافورد من التهاب المفاصل الروماتويدي. وقد تُوفي في 21 مايو 1982 في مدينة لوند.